# Santo Amaro (Velas)
Santo Amaro ist eine portugiesische Gemeinde (Freguesia) im Kreis (Município) Velas auf der Azoren-Insel São Jorge. In ihr leben 790 Einwohner (Stand 19. April 2021).